# Gentile da Fabriano

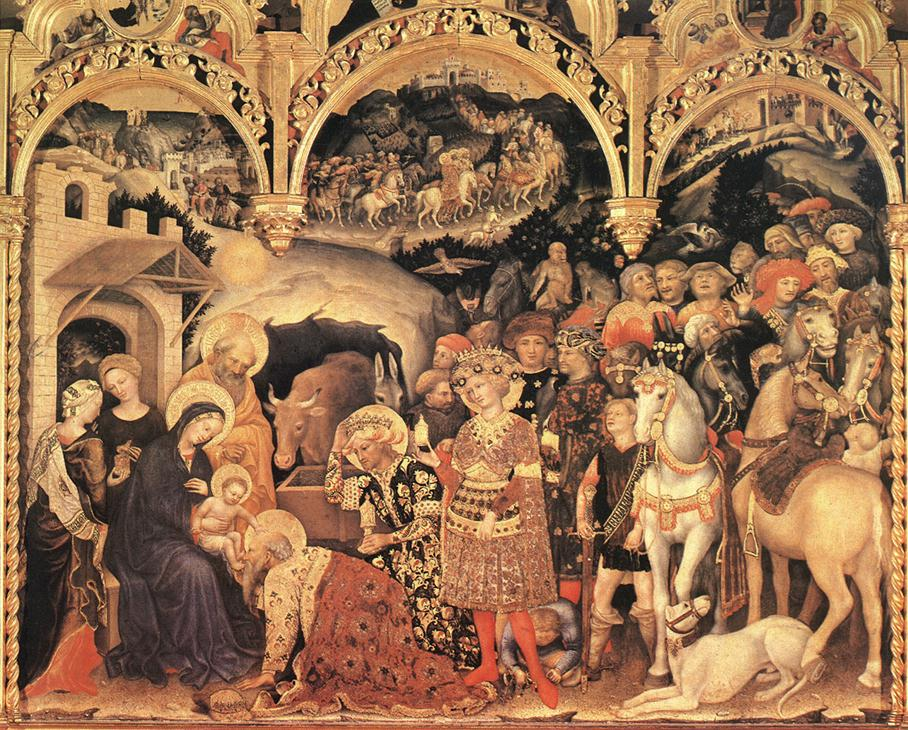
Adoração dos Magos, por Gentile da Fabriano

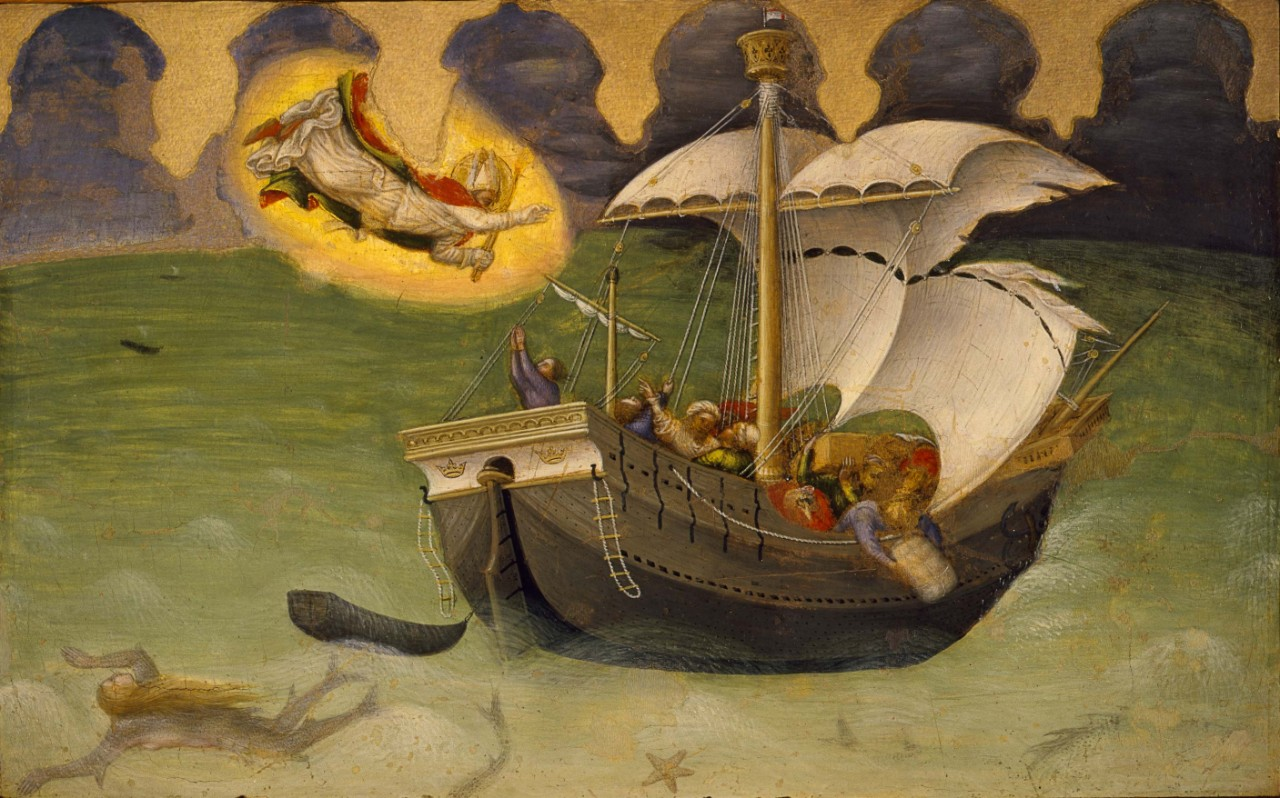
Políptico Quaratesi, na Pinacoteca do Vaticano

Gentile da Fabriano (1370-1427), pintor italiano. Foi um dos mais destacados artistas italianos do seu tempo, porém grande parte dos trabalhos sobre os quais reside seu nome foi destruída. A obra mais importante que sobreviveu até nossos dias é o retábulo Adoração dos Magos (1423), pintado para a Igreja da Santa Trindade, em Florença.
Sua obras sofreram a influência de artistas como Lorenzo Ghiberti, Masolino da Panicale e Michelino da Besozzo. Com ele trabalhou também Jacopo Bellini.